# Chamada e resposta
Chamada e resposta (Cantar ao desafio - Em Portugal) é uma forma de "interação espontânea verbal e não verbal entre falante e ouvinte em que todas as declarações de ("chamadas") são pontuadas por expressões ("respostas") a partir do ouvinte", como declarou Smitherman.
Nas culturas africanas, chamada e resposta é um padrão generalizado de participação democrática — em encontros públicos, na discussão dos assuntos cívicos, em rituais religiosos, bem como na expressão músical vocal e instrumental (ver chamada e resposta na música).
É esta tradição que o bondsmen africano e as mulheres têm transmitido ao longo dos anos em diversas formas de expressão - na observância religiosa; ajuntamentos públicos; até mesmo rimas das crianças, e, mais notavelmente, em música black nas suas múltiplas formas: gospel, blues, ritmos e blues, jazz e Jazz extensões, e Hip-hop.[carece de fontes?]